# Owen Lars
Owen Lars är en fiktiv person i Star Wars-universumet. Han arbetar som bonde på planeten Tatooine och figurerar i filmerna Episode II, III och IV.
Owen Lars är styvbror med Anakin Skywalker då Anakins mor Shmi Skywalker gifte sig med hans far Cliegg Lars.
Beru Whitesun (mer känd som gift Beru Lars) är hans flickvän och han träffar henne i Episode II. De gifter sig och i Episode III tar de hand om sin brorson, Luke Skywalker, för att gömma honom från hans far Anakin, som gått över till den mörka sidan. I Episode IV får vi träffa Luke som vill gå i skola, men Owen vill inte att han ska lämna farmen då han är rädd att Luke ska gå samma öde tillmöte som sin far. I denna episod bli Owen mördad av sandtroopers.